# Прокопчук, Игорь Васильевич
Игорь Васильевич Прокопчук (укр. Ігор Васильович Прокопчук; род. 3 марта 1968, Коростень, Житомирская область, Украинская ССР) — украинский дипломат. Чрезвычайный и Полномочный Посол Украины в Литовской Республике (2008—2010). Постоянный представитель Украины при международных организациях в Вене (2010—2019). Чрезвычайный и Полномочный Посол Украины в Румынии (с 2022).

## Биография
Родился 3 марта 1968 года в городе Коростень Житомирской области. В 1992 году окончил Киевский государственный университет им. Тараса Шевченко. Владеет русским и английским языками.
Присоединился к дипломатической службе Украины в 1992 году.
С 1992 по 1994 год — атташе, третий секретарь, второй секретарь отдела информации Управления информации Министерства иностранных дел Украины.
С 1994 по 1997 год — третий секретарь, второй секретарь Посольства Украины в Великобритании и Северной Ирландии.
С 1997 по 1998 год — работал в Нью-Йорке в офисе председателя Генеральной Ассамблеи ООН.
С 1998 по 2001 год — работал советником в секретариате министра иностранных дел Украины, а позже был назначен заместителем начальника — руководителем отдела США и Канады.
С 2001 по 2004 год — советник-посланник Посольства Украины в Великобритании и Северной Ирландии.
С августа 2004 по 2008 год — возглавлял Департамент МИД Украины, в сферу компетенции которого входит развитие двусторонних отношений с государствами Центральной и Восточной Европы, Балканского региона, Южного Кавказа.
С 15 марта 2008 по 29 июня 2010 года — Чрезвычайный и Полномочный Посол Украины в Литовской Республике.
С 29 июня 2010 по 29 апреля 2019 года — постоянный представитель Украины при международных организациях в Вене.
С 4 мая 2022 года — Чрезвычайный и Полномочный Посол Украины в Румынии.

## ОБСЕ
В 2011 году — председатель экономико-экологического комитета.
В 2012 году — председатель контактной группы по сотрудничеству со средиземноморскими партнёрами.
В 2012—2014 годах — член тройки ОБСЕ.
В 2013 году — председатель Постоянного совета ОБСЕ.
В 2014 году — председатель контактной группы по сотрудничеству с азиатскими партнёрами.
Участвовал в саммите ОБСЕ в Астане, всех заседаниях Совета министров и других основных событиях ОБСЕ с 2010 по 2018 год.

## Семья
Женат, двое детей.
Старший брат — Прокопчук Александр Васильевич (1961), российский генерал-майор МВД.